# Аарсхот
Аарсхот (нід. Aarschot [ˈaːrsxɔt]) — місто та муніципалітет у провінції Фламандський Брабант у Фландрії, Бельгія. До складу муніципалітету входять власне місто Аарсхот і міста Гелроде, Лангдорп і Ріллаар. На 1 січня 2019 року загальна чисельність населення Аарсхота становила 30 106 осіб. Загальна площа 62,52 км2, щільність населення 446 жителів на км2.
Місто лежить у Хагеланді, частині Фламандського Брабанту на схід від Левена. Аарсхот — типове місто з давньою історією, яка, згідно з міфами, сягає римської доби. Церква Богоматері (нід. Onze-Lieve-Vrouwekerk), яка домінує над містом, побудована з типового коричневого каменю, видобутого з пагорбів у прилеглих районах. На цих самих пагорбах у середньовіччі розташовувалися одні з найвідоміших виноградників Європи. Нині низка пагорбів, які беруть початок у Болдерберзі, Хойсден-Зольдері та простягаються аж до Кале у Франції, в основному вкриті лісами та фруктовими садами.
Титул герцога Аарсхотського, створений у 1533 році, є найстарішим (не суверенним) герцогським титулом у Бельгії (титул створено для дому Кроя, пізніше успадкованого домом Аренбергів, який досі ним володіє).
Хоча місцевою домінантою є церква Богоматері, головною ознакою Аарсхота є річка з коричневим кольором води Демер, яка протікає через місто і в долині якої лежить Аарсхот.
Аарсхот дуже сильно постраждав під час Першої світової війни. Після окупації міста німецькими військами, 19 серпня 1914 року полковник Штенгер, командир 8-ї німецької піхотної бригади, був застрелений на балконі будинку мера Тілеманса, в якому він розквартирувався. Хоча пізніше встановлено, що постріли зробив один із німецьких солдатів, репресії проти місцевого населення були надзвичайно жорстокими. Спалено багато будинків і страчено 156 людей, серед них мер Тілеманса та його 15-річний син. Наступного дня всьому населенню наказали покинути місто. Через цю подію Аарсхот відомий як одне із семи міст-мучеників Бельгії.

## Економіка
Аарсхот відомий у регіоні як осередок шкіл і магазинів із досить великою промисловою зоною. У центрі міста численні магазини розташовані на вулицях, що ведуть до Ринкової площі (Гроте Маркт). Однак місто стикається зі значною вакантністю комерційної нерухомості в центрі. З початку 2014 року місто запровадило нормативні акти щодо сприяння відкриттю магазинів pop-up у короткостроковій перспективі з метою зниження рівня вакантності.

## Відомі представники міста
- Front 242 — група електронної музики
- Scala & Kolacny Brothers — бельгійський дівочий хор
- Дані Верлінден — футболіст

## Галерея

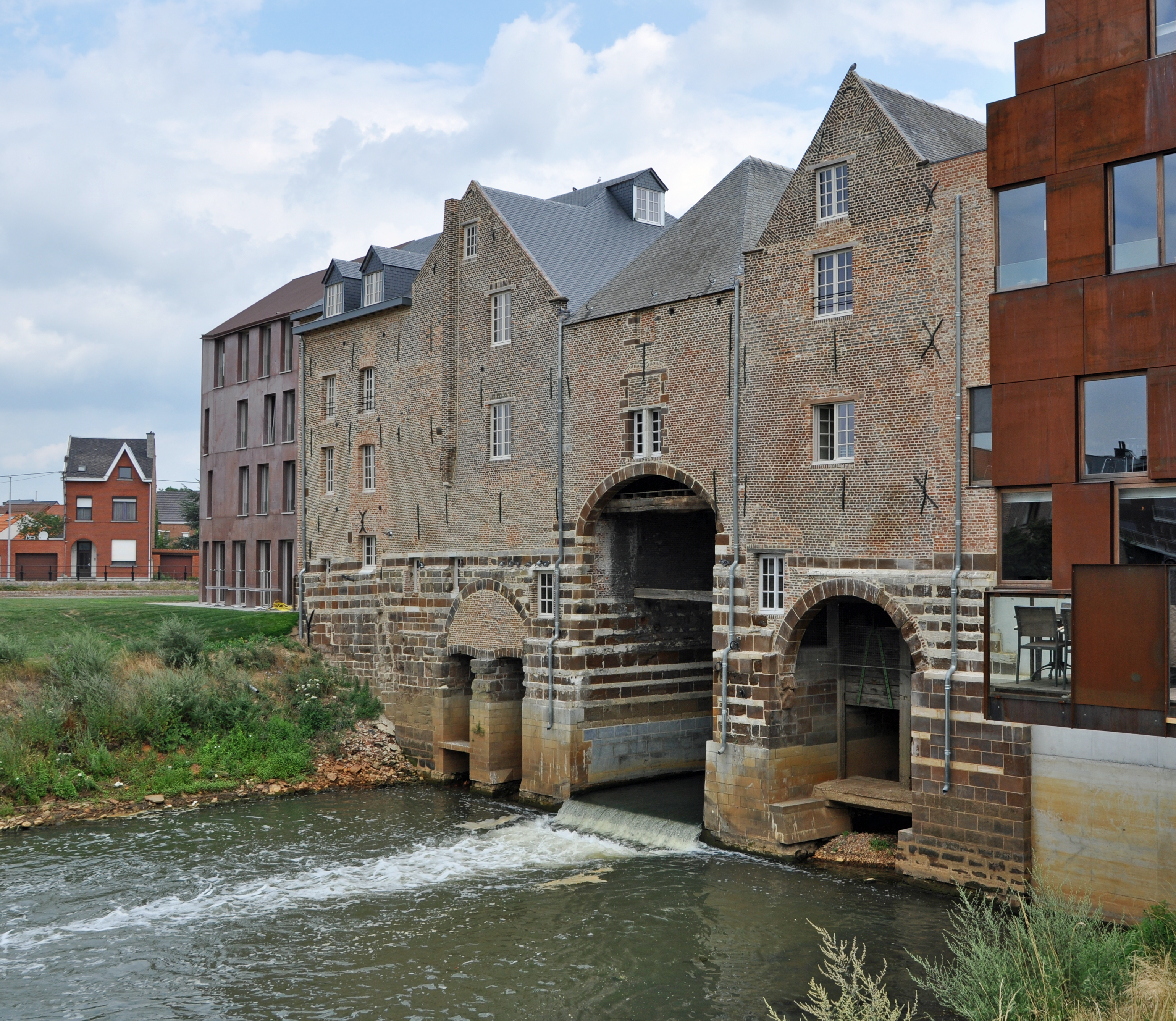
Хертогенсмоленс нижче за течією
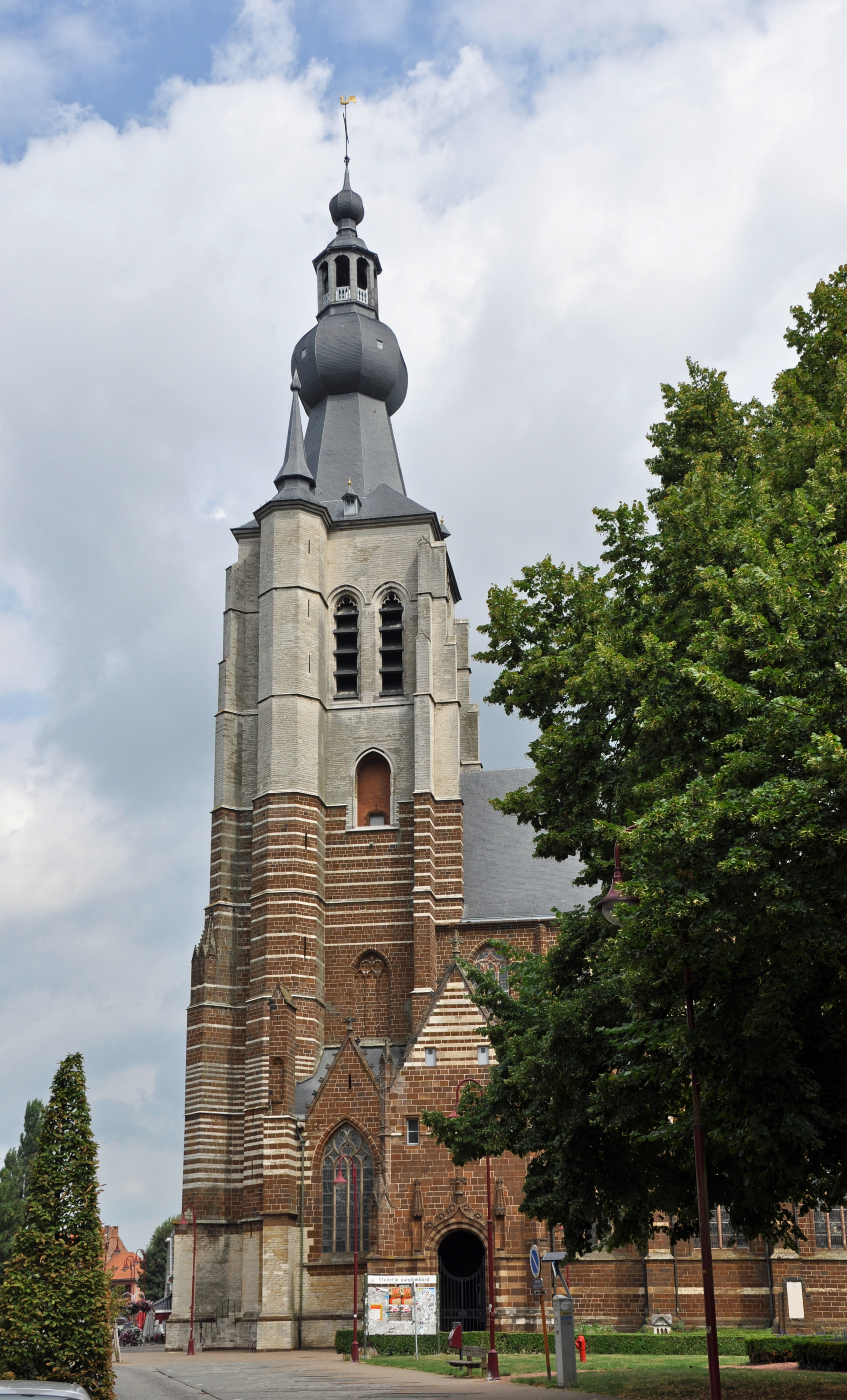
Вежа костелу Богоматері (з півдня)